# Borówczane Skały (Karkonosze)
Borówczane Skały (niem. Bräuerhausens Steine) – grupa granitowych skałek w Sudetach Zachodnich, w paśmie Karkonoszy.
Borówczane Skały położone są w południowo-zachodniej Polsce, w Sudetach Zachodnich, w zachodniej części Karkonoszy, na północnym zboczu Śląskiego Grzbietu, na grzbiecie odchodzącym na północ od Łabskiego Szczytu, pomiędzy dolinami Polskiego Potoku i Płócznika. Leżą na wysokości 1000–1060 m n.p.m.
Tworzą duże zgrupowanie granitowych skałek, ciągnących się na długości ok. 300–400 m i o wysokości dochodzącej do ok. 12 m. Można tu obserwować wyraźne spękania biegnące w trzech kierunkach oraz nieregularne (ciosy granitowe). Na niektórych skałkach występują kociołki wietrzeniowe. Wokół nich i poniżej leżą liczne bloki granitu.